# Pseudophera chelicerata
Pseudophera chelicerata är en insektsart som beskrevs av Nielson et Godoy 1995. Pseudophera chelicerata ingår i släktet Pseudophera och familjen dvärgstritar.
Artens utbredningsområde är Costa Rica. Inga underarter finns listade i Catalogue of Life.